# كين براشاو
كين براشاو (بالإنجليزية: Ken Bradshaw)‏ هو متركمج أمريكي، ولد في 4 أكتوبر 1952 في هيوستن في الولايات المتحدة.

## وصلات خارجية
- الموقع الرسمي
- كين براشاو على موقع EncyclopediaOfSurfing.com (الإنجليزية)